# 维梅尼勒
维梅尼勒（法語：Viménil，法語發音：[vimenil] ⓘ）是法国大東部大區孚日省的一个市镇，属于埃皮纳勒区。

## 地理
维梅尼勒（48°13'36"N, 6°37'57"E）面积8.05 平方千米，位于法国大東部大區孚日省，该省份为法国东北部内陆省份，北起默兹省和默尔特-摩泽尔省，西接上马恩省，南至上索恩省和贝尔福地区省，东临上莱茵省和下莱茵省。
与维梅尼勒接壤的市镇（或旧市镇、城区）包括：费村、格朗德维莱尔、居涅库尔、沃洛涅河畔莱庞日、梅梅尼勒。

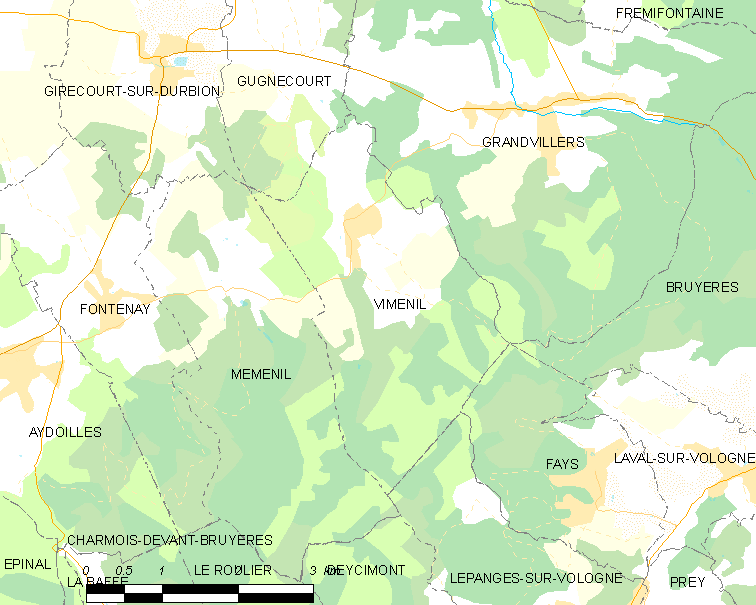
维梅尼勒的OSM定位图

维梅尼勒的时区为UTC+01:00、UTC+02:00（夏令时）。

## 行政
维梅尼勒的邮政编码为88600，INSEE市镇编码为88512。

## 政治
维梅尼勒所属的省级选区为布吕耶尔县。

## 人口

1962-2008年间维梅尼勒人口变化图示

维梅尼勒于2022年1月1日时的人口数量为235人。